# Léo Collard

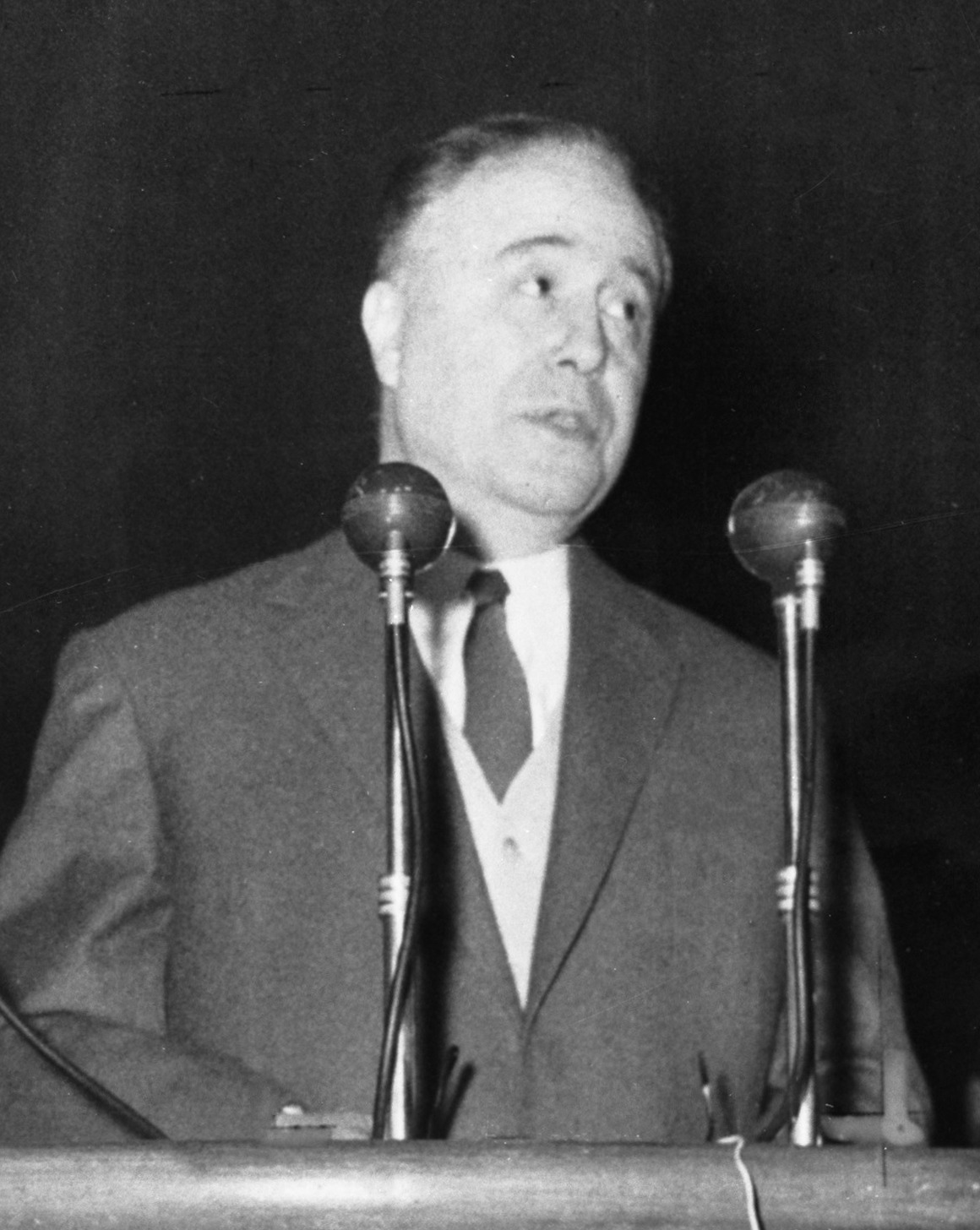
Leo Collard, 1968

Léo Jules Émile Collard (* 11. Juli 1902 in Aulnois, Hennegau, Belgien; † 27. Januar 1981 in Mons, Hennegau) war ein belgischer Politiker der Belgischen Sozialistischen Partei (BSP). Während seiner Amtszeit als Unterrichtsminister kam es zum Zweiten Schulstreit in Belgien.

## Leben
Collard begann seine politische Laufbahn 1932, als er nicht nur zum Mitglied des Gemeinderates von Mons, sondern auch zum Mitglied der Abgeordnetenkammer gewählt wurde. Dort vertrat er bis 1971 die Interessen der BSP.
1946 war er erstmals von März bis August zum Minister für öffentlichen Unterricht in der Regierung von Premierminister Achille Van Acker. Er blieb aber auch weiterhin in der Kommunalpolitik aktiv und war von 1953 bis 1974 Bürgermeister von Mons.
Im April 1954 wurde Collard von Premierminister Van Acker in dessen vierter Regierung erneut zum Minister für öffentlichen Unterricht ernannt und verblieb auf diesem Posten bis zum Ende von Van Ackers Amtszeit am 26. Juni 1958.
Als solcher versuchte er 1955 die von der vorherigen katholisch-christdemokratischen Regierung von Jean Van Houtte eingeführten Subventionen für den freien Mittel-, Technik- und Normalunterricht ebenso zu kürzen wie die Gehälter der Lehrer. Dies führte durch die von der Katholischen Kirche und der Parti Social Chrétien-Christelijke Volkspartij (PSC-CVP) angeführten Protestaktionen für einen freien Unterricht zum Höhepunkt im zweiten Bildungsstreit in Belgien nach 1884. Neben dem Neubau von zahlreichen staatlichen Schulen trug insbesondere das von ihm angeordnete Erfordernis, dass Lehrer den Besitz eines Diploms nachweisen müssen, zur Verschärfung des Schulstreits bei, da dies dazu führte, dass zahlreiche nicht diplomierte katholische Priester den Schuldienst verlassen sollten.
Zur Beendigung des Konflikts kam es letztlich erst nach dem Ende der Amtszeit der Regierung Van Ackers durch die Unterzeichnung des Schulpakts von November 1958 in dem sowohl der freie als auch der staatliche Unterricht auf eine gesetzliche Grundlage gestellt wurde.
Nach seinem Ausscheiden aus dem Kabinett wurde er 1959 als Nachfolger von Max Buset Vorsitzender der Belgischen Sozialistischen Partei und übte dieses Parteiamt bis zu seiner Ablösung durch Edmond Leburton 1971 aus.
Für seine politischen Verdienste wurde Collard am 5. April 1963 mit dem Ehrentitel eines Staatsministers gewürdigt. Der damalige Bundespräsident Theodor Heuss zeichnete ihn 1958 mit dem Großkreuz der Bundesrepublik Deutschland aus. Zudem ist der Mount Collard in der Antarktis nach ihm benannt.